# Décastyle
Le terme décastyle désigne un temple grec ayant dix colonnes en façade. Un temple ayant seulement deux colonnes en façade se nommerait distyle, huit colonnes octostyle, etc.
À noter que le rapport du nombre de colonnes en façade par rapport au nombre de colonnes sur les côtés dans les temples grecs est souvent mais pas toujours égal à 2n+1 (pour n colonnes en façade).